# 専門農協
専門農協（せんもんのうきょう）は、信用事業を行わず、畜産、酪農、園芸、有線放送電話といった特定の生産物の販売・購買事業・有線放送事業のみを行う農業協同組合。

## 概要
JA（農業協同組合・総合農協）とは別系統であり、一部の専門農協を除きJAグループではない。それぞれ全国連・県連・単協の組織系統があるが、近年単協や県連の総合農協との合併等により、各系統の会員関係は互いにクロスオーバーしている場合も見られる。
信用事業や共済事業を行わない。上野村農業協同組合や東京島しょ農業協同組合、下郷農業協同組合、新冠町農業協同組合、しずない農業協同組合、ひだか東農業協同組合、玉名市大浜町農業協同組合、馬路村農業協同組合などのように、信用事業（JAバンク）あるいは共済事業（JA共済）を廃止した組合についても、専門農協に括られる。

## 全国連
- 日本文化厚生農業協同組合連合会（文化連）
- 日本園芸農業協同組合連合会（日園連）
- 全国酪農業協同組合連合会（全酪連）
- 全国畜産農業協同組合連合会（全畜連）
- 全国開拓農業協同組合連合会（全開連）
- 日本養鶏農業協同組合連合会（日鶏連）
- 一般社団法人日本販売農業協同団体連合会（日販連）